# Colostygia nigra
Colostygia nigra là một loài bướm đêm trong họ Geometridae.